# Falguera afí

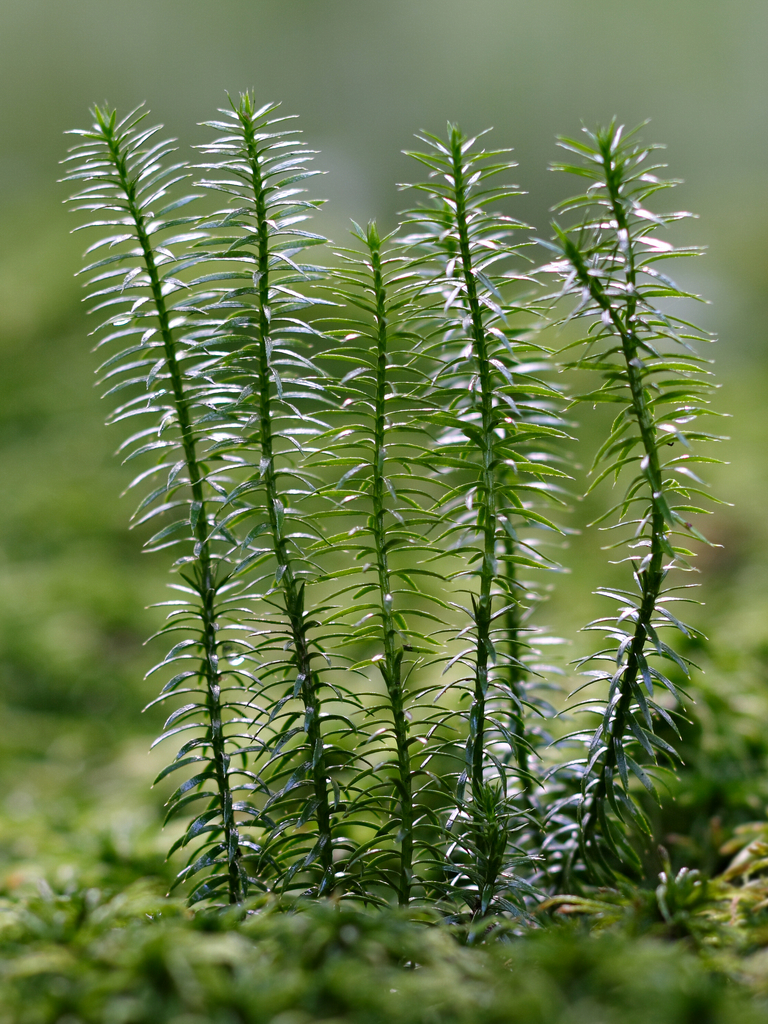
Lycopsida

Falguera afí és un terme general que abasta un grup divers de plantes vasculars que no són plantes amb flors i que no són autèntiques falgueres. Com les falgueres, aquestes plantes es dispersen alliberant espores per iniciar una alternança de generacions.

## Classificació
Hi havia en un principi tres o quatre grups de plantes considerades com falgueres afins. En diversos esquemes de classificació, aquestes es podien agrupar dins del regne de les plantes. L'esquema més tradicional de classificació és el següent (aquí, les tres primeres classes són falgueres afins):
- Regne: Plantae

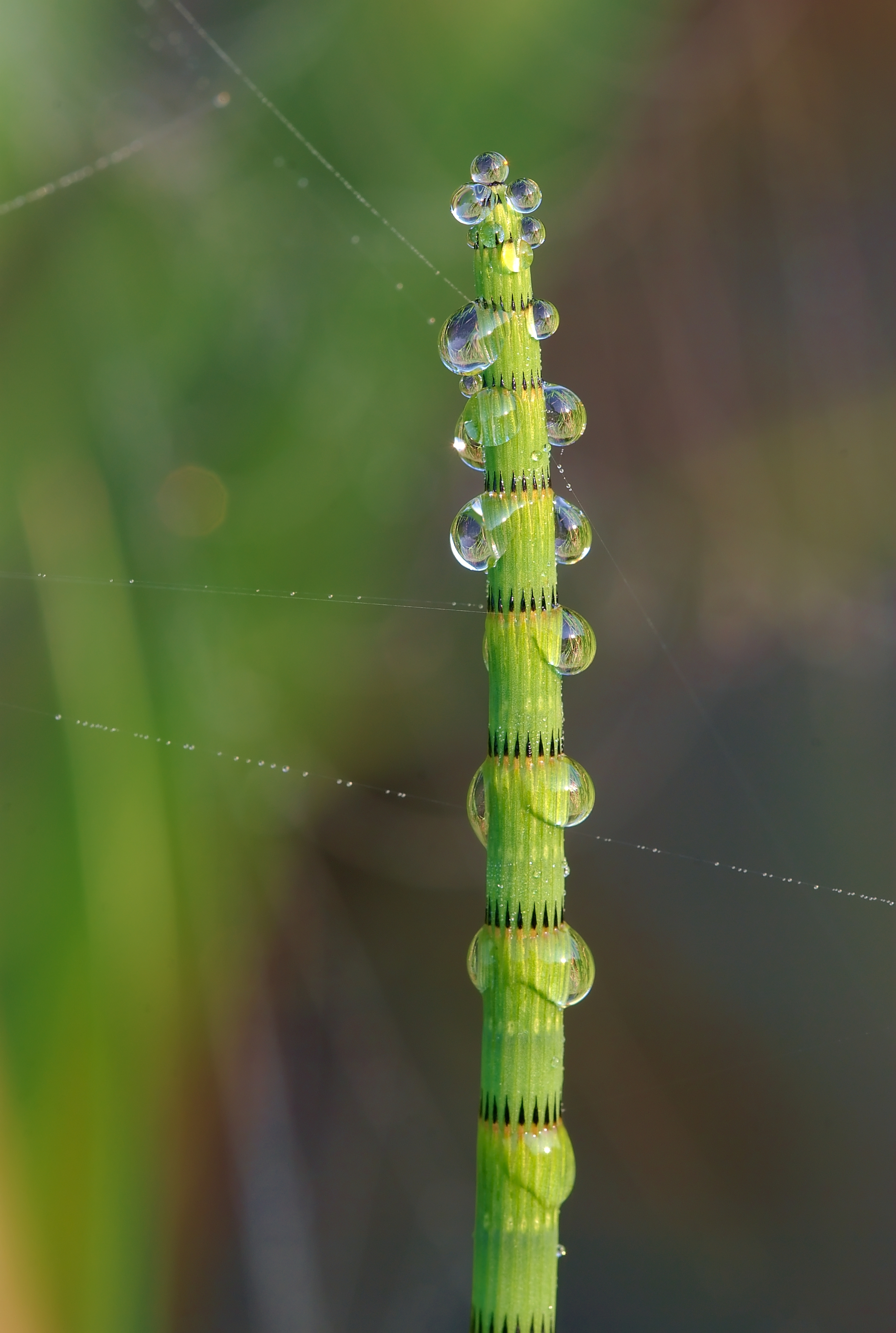
Equisetum fluviatile (Equisetopsida)

  - Divisió Tracheophyta (plantes vasculars)
    - Classe Lycopsida, (falgueres afins)
    - Class Sphenopsida o Equisetopsida, (falgueres afins)
    - Class PsilopsidaPsilopsida, (falgueres afins)
    - Class Filices (falgueres veritables)
    - Class Spermatopsida

Les evidències recents mostren que la classe Filices (falgueres veritables) no són un grup monofilètic. La següent classificació representa un punt de vista consensuat (malgrat que els autors diferents poden fer servir diferents noms per als diversos grups):

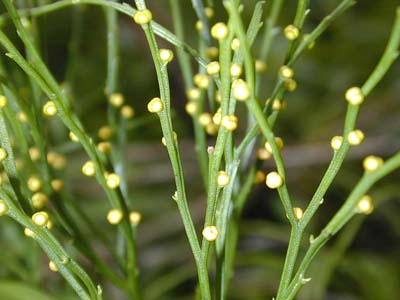
Psilotum nudum (Psilopsida)

- Regne PlantaePlantae
Subregne Tracheobionta
  - Divisió Lycopodiophyta
    - Classe Lycopodiopsida
    - Classe Selaginellopsida
    - Classe Isoetopsida (Isoëtes i Lepidodendron)

  - Divisió Pteridophyta
    - Classe Equisetopsida
    - Classe Psilotopsida
    - Classe Pteridopsida
    - Classe Marattiopsida

  - Divisió Spermatophyta

Cal remarcar que en qualsevol dels esquemes es reconeix els mateixos grups bàsics (Lycopodiophyta, Equisetopsida, Psilotopsida), però en els esquemes més recents només Lycopodiophyta no es classifica dins de les falgueres.

## Relacions

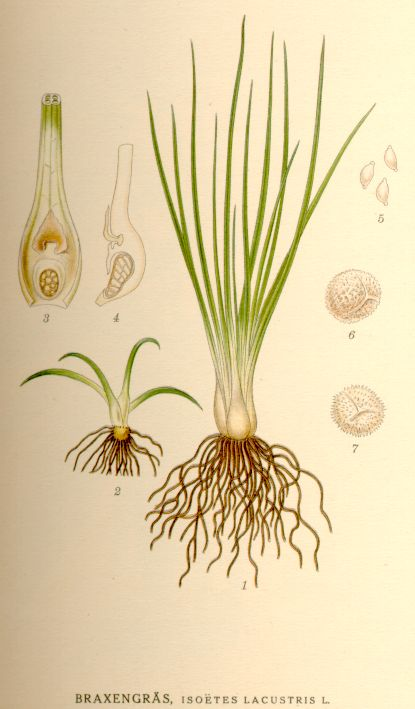
Isoëtes lacustris

Els estudis genètics més recents mostren que els Lycopodiophyta han radiat evolutivament de la base del clade de les plantes vasculars.